# 대가야의 왕후 목록
다음은 대가야(大加耶)의 역대 왕후(王后)으로 1대부터 16대까지 미상이며 가문은 미상이다. 족보(族譜)에서는 기록되어 않는다.

## 역대 왕후
- 대가야(大加耶)의 1대 왕후(王后) 원비(院妃)
- 대가야(大加耶)의 2대 왕후(王后) 원비(院妃)
- 대가야(大加耶)의 3대 왕후(王后) 원비(院妃)
- 대가야(大加耶)의 4대 왕후(王后) 원비(院妃)
- 대가야(大加耶)의 5대 왕후(王后) 원비(院妃)
- 대가야(大加耶)의 6대 왕후(王后) 원비(院妃)
- 대가야(大加耶)의 7대 왕후(王后) 원비(院妃)
- 대가야(大加耶)의 8대 왕후(王后) 원비(院妃)
- 대가야(大加耶)의 9대 왕후(王后) 원비(院妃)
- 대가야(大加耶)의 10대 왕후(王后) 원비(院妃)
- 대가야(大加耶)의 11대 왕후(王后) 원비(院妃)
- 대가야(大加耶)의 12대 왕후(王后) 원비(院妃)
- 대가야(大加耶)의 13대 왕후(王后) 원비(院妃)
- 대가야(大加耶)의 14대 왕후(王后) 원비(院妃)
- 대가야(大加耶)의 15대 왕후(王后) 원비(院妃)
- 대가야(大加耶)의 16대 왕후(王后) 원비(院妃)

## 같이 보기
- 북부여의 왕후 목록
- 동부여의 왕후 목록
- 갈사국의 왕후 목록
- 부여의 왕후 목록
- 고구려의 왕후 목록
- 소고구려의 왕후 목록
- 보덕국의 왕후
- 백제의 왕후 목록
- 부흥운동의 왕후 목록
- 신라의 왕후 목록
- 금관가야의 왕후 목록
- 대가야의 왕후
- 발해의 왕후 목록
- 후발해의 왕후 목록
- 대발해의 왕후 목록
- 흥료국의 왕후 목록